# Bezirksklasse Halle-Merseburg
Die Bezirksklasse Halle-Merseburg (später auch 1. Klasse Halle-Merseburg) war eine von drei zweitklassigen Fußball-Ligen im Sportgau Mitte in der Zeit des Nationalsozialismus. Sie diente neben der Bezirksklasse Magdeburg-Anhalt und der Bezirksklasse Thüringen als Unterbau der Gauliga Mitte und existierte von 1933 bis 1943 über 10 absolvierte Saison-Serien.
[* ab Saison 1940/41: 1. Klasse Halle-Merseburg]

## Geschichte
Nach der durch die Gleichschaltung bedingten Auflösung des Verbandes Mitteldeutscher Ballspiel-Vereine 1933, wurden die Mannschaften aus den (nicht-sächsischen) mitteldeutschen Verbands-Gauen, in den neugeschaffenen Gau VI / = Gau Mitte eingeordnet. Aus der Gauliga Saale, wurden z. B. die beiden bestplatzierten Vereine der Spielzeit 1932/33 mit einem Platz für die erstklassige Gauliga Mitte 1933/34 belohnt. Die Vereine auf den Rängen 3–9 erhielten einen automatischen Startplatz für die neue Bezirksklasse. Der Zehnte und Letzt-Platzierte fand sich in der Kreisklasse, und somit zwei Klassen tiefer in der nun formal existierenden Drittklassigkeit wieder. Nach ähnlichen Auswahl-Kriterien zusammengestellt, kamen für die neue Klasse die drei bestplatzierten Vereine aus der Gauliga Saale-Elster sowie die zwei Bestplatzierten aus der Gauliga Kyffhäuser dazu. Die Gauliga Mulde (bestehend aus den beiden Staffeln Altmulde + Elbe-Elster) wurde aus schon vorab entschiedenen und von der Spiel-Kommission kommunizierten Gründen, explizit: „unzureichend niveau-sportlichen Kriterien“, nicht berücksichtigt.
Somit startete die neue Bezirksklasse Halle-Merseburg mit zwölf teilnehmenden Vereinen. Unter der Bezirksklasse waren fünf Klassen der (1. Kreisklasse) angeordnet. (Kreis 5 = Elbe-Elster / Kreis 6 = Mulde / Kreis 7 = Jahn / Kreis 8 = Kyffhäuser / Kreis 9 = Saale-Elster). Der Sieger jeder Bezirksklasse qualifizierte sich für die Aufstiegsrunde zur Gauliga Mitte, indem mit den Siegern der zwei weiteren Bezirksklassen des Gaues die zwei Aufsteiger zur Gauliga ausgespielt wurden. Mit Beginn der Saison 1936/37, wurde der Kreis Saale-Elster aufgelöst und durch den neugeschaffenen Kreis Rudelsburg ersetzt. Der Kreis Mulde, wurde in: Kreis Kursachsen umbenannt. So blieb es bei 5 Kreisen im Bezirk, mit leicht veränderten Grenzlinien. In der Spielzeit 1939/40, der sogenannten 1. Kriegsmeisterschaft, konnte die Bezirksklasse Halle-Merseburg den Spielbetrieb kriegsbedingt nur noch mit 9 Mannschaften aufrechterhalten. In weiser Voraussicht beschloss das zuständige Fachamt Mitte, die Vor-Saison
mit 4 Absteigern zu bestreiten um die nötige Minimierung damit einzuleiten. Mit der Saison 1940/41 wurde die Spielklasse in: 1. Klasse Halle-Merseburg umbenannt und für die nächsten drei Spiel-Serien auf je zehn teilnehmende Vereine aufgestockt. Im Sommer 1943 wurden die drei 1. Klassen im Gau Mitte (VI) dann reform-strukturell wieder aufgelöst. Die zweite Ligastufe bildeten dann die Kreise, wie schon in den Jahren von 1920 bis 1923.

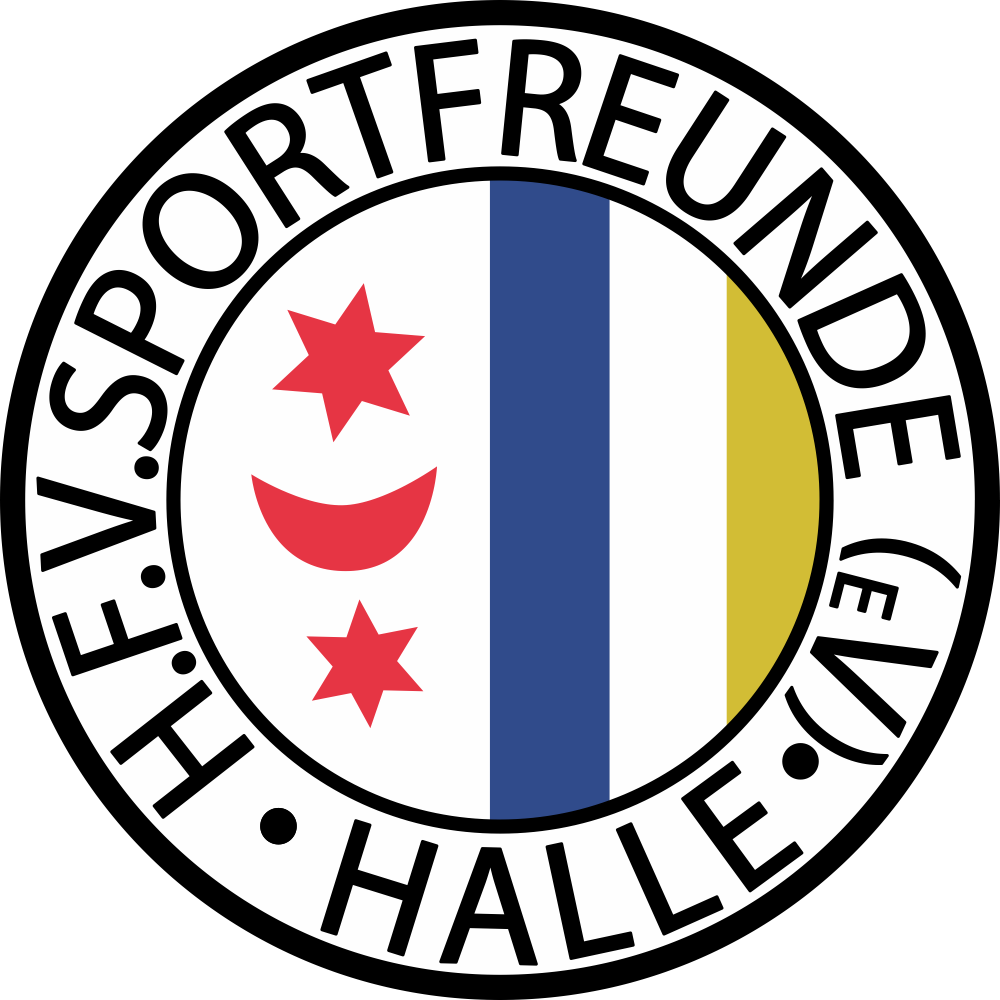
Sportfreunde Halle – Rekord-Bezirksmeister HA-Merseburg 1934/39/42

In den 10 Jahren des Bestehens, konnten sich die siegreichen Meister der Bezirksklasse Halle-Merseburg insgesamt achtmal in der jeweiligen Aufstiegsrunde zur Gauliga Mitte durchsetzen. Der FV Sportfreunde Halle konnte die Bezirksklassen-Meisterschaft als Rekordsieger stolze und bemerkenswerte 3 Mal erringen und schaffte es dabei jedes Mal, auch den Aufstieg in die Gauliga Mitte zu realisieren.

## Spielzeiten der Bezirksklasse Halle-Merseburg 1934–1943
| Saison  | Sieger Bezirksklasse Halle-Merseburg | Abschneiden Aufstiegsrunde |
| ------- | ------------------------------------ | -------------------------- |
| 1933/34 | FV Sportfreunde Halle                | Zweiter                    |
| 1934/35 | VfL Halle 1896                       | Dritter                    |
| 1935/36 | SV Merseburg 99                      | Zweiter                    |
| 1936/37 | VfL Halle 1896                       | Erster                     |
| 1937/38 | VfL 1911 Bitterfeld                  | Dritter                    |
| 1938/39 | FV Sportfreunde Halle                | Zweiter                    |
| 1939/40 | SpVg Zeitz 1910                      | Erster                     |
| 1940/41 | FC Wacker Halle 1900                 | Erster                     |
| 1941/42 | FV Sportfreunde Halle                | Erster                     |
| 1942/43 | R.B./VfL Merseburg                   | Erster                     |

Die 15 Kreisklassen-Kreise und ihre Zuordnung auf die 3 Bezirksklassen der Gauliga Mitte ab 1936/37, (in Klammern: 1934–1936)
1. Magdeburg-Anhalt [4] =
( 1.) Altmark ( 2.) Magdeburg ( 3.) Harz ( 4.) Anhalt
2. Halle-Merseburg [5] =
( 1.) Kyffhäuser ( 2.) Rudelsburg (in neuer Form erschaffen / Kreis Saale-Elster wurde aufgelöst) ( 3.) Jahn  (Saale)
( 4.) Kursachsen (Mulde) ( 5.) Elbe-Elster
3. Erfurt-Thüringen [6] =
( 1.) Wartburg ( 2.) Hennegau (Westthüringen) ( 3.) Erfurt (Nordthüringen) ( 4.) Weimar (Ostthüringen)
( 5.) Südthüringen ( 6.) Osterland
Die Kreismeister, (oder ihre Vertreter), aller 15 Kreise der Gauliga Mitte 1933 – 1943 – So spielten sie den Aufstieg in die jeweiligen Bezirksklassen aus.
| Jahr    | AM             | MD               | HZ              | AN          | KH                | SE / RB          | SA / JN        | ML / KS       | EE            | WB         | WT / HG            | NT / EF                         | OT / WR                | ST                     | OL                    |
| ------- | -------------- | ---------------- | --------------- | ----------- | ----------------- | ---------------- | -------------- | ------------- | ------------- | ---------- | ------------------ | ------------------------------- | ---------------------- | ---------------------- | --------------------- |
| 1933/34 | Tangermünde S. | SC 1900          | Thale           | Bernburg W. | Oberröblingen     | Zeitz            | Ammendorf      | Zscherndorf   | Mühlberg      | Mühlhausen | Schmalkalden       | Erfurt Sportring                | Apolda VfB             | Sonneberg 04           | Altenburg             |
| 1934/35 | Gardelegen     | Burg P.          | Aschersleben A. | Köthen 02   | Dingelstädt       | Naundorf         | Schkeuditz     | Delitzsch     | Mückenberg    | Eisenach   | Barchfeld          | Sömmerda                        | Apolda VfB             | Neuhaus-Igelshieb      | Gera C.               |
| 1935/36 | Tangermünde F. | Schönebeck VfB   | Thale           | Mildensee   | Salza             | Teuchern         | Merseburg VfL  | Zscherndorf   | Hohenleipisch | Gotha A.   | Zella-Mehlis Union | Stadtilm                        | Apolda SC              | Neuhaus-Igelshieb      | Altenburg             |
| 1936/37 | Salzwedel      | SC 1900          | Thale           | Bernburg W. | Nordhausen W.     | Taucha           | Halle B.       | Holzweißig    | Hohenleipisch | Eisenach   | Barchfeld          | Stadtilm                        | Pößneck                | Mengersgereuth-Hämmern | Rositz                |
| 1937/38 | Stendal BuTC   | Staßfurt         | Wernigerode     | Bernburg 07 | Dingelstädt       | Taucha           | Leuna          | Piesteritz    | Hohenleipisch | Mühlhausen | Breitungen         | Stadtilm                        | Weimar MvR.            | S.-Neuhaus             | Gera SV               |
| 1938/39 | Klötze         | Ottersleben Gr.  | Aschersleben A. | Bernburg 07 | Nordhausen W.     | Weißenfels TuRV  | Wansleben      | Greppin       | Hohenleipisch | Ruhla      | Suhl SV            | Stadtilm                        | Kahla                  | Neustadt-Igelshieb     | Neustadt/Orla         |
| 1939/40 | Stendal V      | Neustadt V.-1860 | Oschersleben    | Dessau 98   | Salza             | Hohenmölsen      | Merseburg P.   | Sandersdorf   | Mockrehna     | Mühlhausen | Suhl SpVgg         | Ilmenau                         | Saalfeld               | S.-Neuhaus             | Greiz                 |
| 1940/41 | Stendal V.     | Burg P.          | Thale           | Bernburg 07 | Nordhausen LSV    | Weißenfels S.-G. | Bad Dürrenberg | Sandersdorf   | nb            | Tiefenort  | Zella-Mehlis 06    | Ilmenau / Arnstadt / Erfurt VfB | Weimar N. / Jena 03 II | Heinersdorf            | Gera W. / Rositz / nb |
| 1941/42 | Stendal V.     | SC 1900          | Aschersleben SV | Köthen G.   | Sondershausen MSV | Zeitz BC         | Schkeuditz     | Wittenberg 07 | Torgau        | Gotha LSV  | Zella-Mehlis Union | Ilmenau Erfurt LSV Arnstadt     | Rudolstadt / Jena S.   | Sonneberg LSV          | nb                    |
| 1942/43 | nb             | nb               | nb              | nb          | nb                | nb               | nb             | nb            | nb            | nb         | nb                 | nb                              | nb                     | nb                     | nb                    |

Farbig unterlegt = Aufsteiger // Kleine Kreis-Reform + Kreis-Namen-Wechsel, ( 6 von 15 ), ab Saison 1936/37 und 1940/41

1933/34 Halle-Merseburg: Drei Aufsteiger, weil die SF Halle in Gauliga aufstiegen und 1938/39 nur ein Aufsteiger, weil W. Nordhausen verzichtete. // 1939/40 Erfurt-Thüringen: Fünf Direkt-Aufsteiger ohne Relegationsrunde / 1941/42: Alle stiegen direkt auf.

1933/34 Halle-Merseburg: Für W. Mühlberg wurde für die nächste Saison das Reiterregiment/Sportgruppe Torgau als Ersatz-Aufsteiger nachnominiert.

1939/40 Magdeburg-Anhalt sowie Thüringen, [ DFB-/Gauliga Mitte-Beschluss ]: Die jeweiligen Kreismeister wurden während den 1.Kriegsmeisterschaften aus kriegsmangelbedingten, geographischen und infrastrukturellen Gründen von den jeweiligen Aufstiegsrunde ausgeschlossen. (beige unterlegt)

Ab 1942/43 wurde der Kreis Kyffhäuser, (und deshalb der Kreismeister 1941/42 MSV Sondershausen), sportstrukturell dem Bezirk Thüringen zugeordnet.

Durchgestrichen = Staffelmeister, aber ohne sich anschließenden Aufstieg.

[ Fehlendes wird ergänzt ]